# لیسا برناور
لیسا برناور (آلمانی: Lisa Brennauer؛ زادهٔ ۲۲ ژانویهٔ ۱۹۸۸) دوچرخه‌سوار اهل آلمان است.
وی در مسابقات کشوری و بین‌المللی در مجموع برندهٔ ۶ مدال طلا، ۸ مدال نقره، ۵ مدال برنز شده‌است.